# 长青春科尔寺
长青春科尔寺(藏語：བྱམས་ཆེན་ཆོས་སྐོར་གླིང་།，威利转写：byams chen chos skor gling)，亦稱理塘寺（藏語：ལི་ཐང་དགོན་པ་།，威利转写：li thang dogn pa），位于四川甘孜藏族自治州理塘县，是康巴第一大格鲁派寺院，曾有称曰：“上有拉萨三大寺，下有安多塔尔寺，中有理塘长青春科尔寺”。

## 历史
长青春科尔寺于1581年（第三世达赖喇嘛时期）开始修建，第二世香根活佛（1908年－1949年）时期发展迅速，寺院僧人曾达到七千人。於中共建政後的年代，武裝反抗亦於藏區蔓延，而长青春科尔寺亦不幸被戰火波及，於1956年3月被「平叛」的解放軍空軍以轟炸機炸毀；改革开放后，寺院於1982年重建，恢复了法相院和密宗院，寺内大殿可容纳3500人。目前僧人近三千名，是康巴地区唯一能授格西学位的格鲁派寺院。2004年增補為第六批四川省文物保護單位。2013年3月5日列為第七批全國重點文物保護單位。